# حسین یزدی (خبرنگار)
حسین یزدی، خبرنگار و فعال رسانه‌ای اهل اصفهان است.

## بازداشت
سیزدهم تیرماه ۱۴۰۲ دختر او در خصوص بازداشتش گفت: «چند روز پیش با بابا (حسین یزدی) تماس گرفتند و او را به دادسرای اصفهان احضار کردند. همچنین ابلاغیه کتبی‌ای برای بابا ارسال شد. در این ابلاغیه قید شده بود که امروز باید به دادسرا اصفهان مراجعه کند. بابا ساعت ۹ صبح به دادسرا رفت و چند دقیقه بعد تماس گرفت و گفت که بازداشت شده‌است.» اتهام‌های او برای احضار و بازداشت، تبلیغ علیه نظام عنوان شده‌است. او چند روز بعد، در ۱۳ تیرماه به‌قید وثیقه آزاد شد.
یزدی در آذرماه ۱۴۰۱ نیز بازداشت و در بهمن همان سال با وثیقه آزاد شده بود.